# Manevychi (huyện)
Huyện Manevychi (tiếng Ukraina: Маневицький район, chuyển tự: Manevychis’kyi raion) là một huyện của tỉnh Volyn thuộc Ukraina. Huyện Manevychi có diện tích 2265 km², dân số theo điều tra dân số ngày 5 tháng 12 năm 2001 là 57341 người với mật độ 25 người/km2. Trung tâm huyện nằm ở Manevychi.